# Atypichthys
Atypichthys är ett släkte av fiskar. Atypichthys ingår i familjen Kyphosidae.
Kladogram enligt Catalogue of Life:
| Atypichthys | \| \| Atypichthys latus \| \| \| \| \| \| Atypichthys strigatus \| \| \| \| |
|             | \| \| Atypichthys latus \| \| \| \| \| \| Atypichthys strigatus \| \| \| \| |
|             | Bathystethus                                                                |
|             |                                                                             |
|             | Doydixodon                                                                  |
|             |                                                                             |
|             | Girella                                                                     |
|             |                                                                             |
|             | Graus                                                                       |
|             |                                                                             |
|             | Hermosilla                                                                  |
|             |                                                                             |
|             | Kyphosus                                                                    |
|             |                                                                             |
|             | Labracoglossa                                                               |
|             |                                                                             |
|             | Medialuna                                                                   |
|             |                                                                             |
|             | Microcanthus                                                                |
|             |                                                                             |
|             | Neatypus                                                                    |
|             |                                                                             |
|             | Neoscorpis                                                                  |
|             |                                                                             |
|             | Scorpis                                                                     |
|             |                                                                             |
|             | Sectator                                                                    |
|             |                                                                             |
|             | Tilodon                                                                     |
|             |                                                                             |
|             | Atypichthys latus                                                           |
|             |                                                                             |
|             | Atypichthys strigatus                                                       |
|             |                                                                             |

|  | Atypichthys latus     |
|  |                       |
|  | Atypichthys strigatus |
|  |                       |

## Bildgalleri

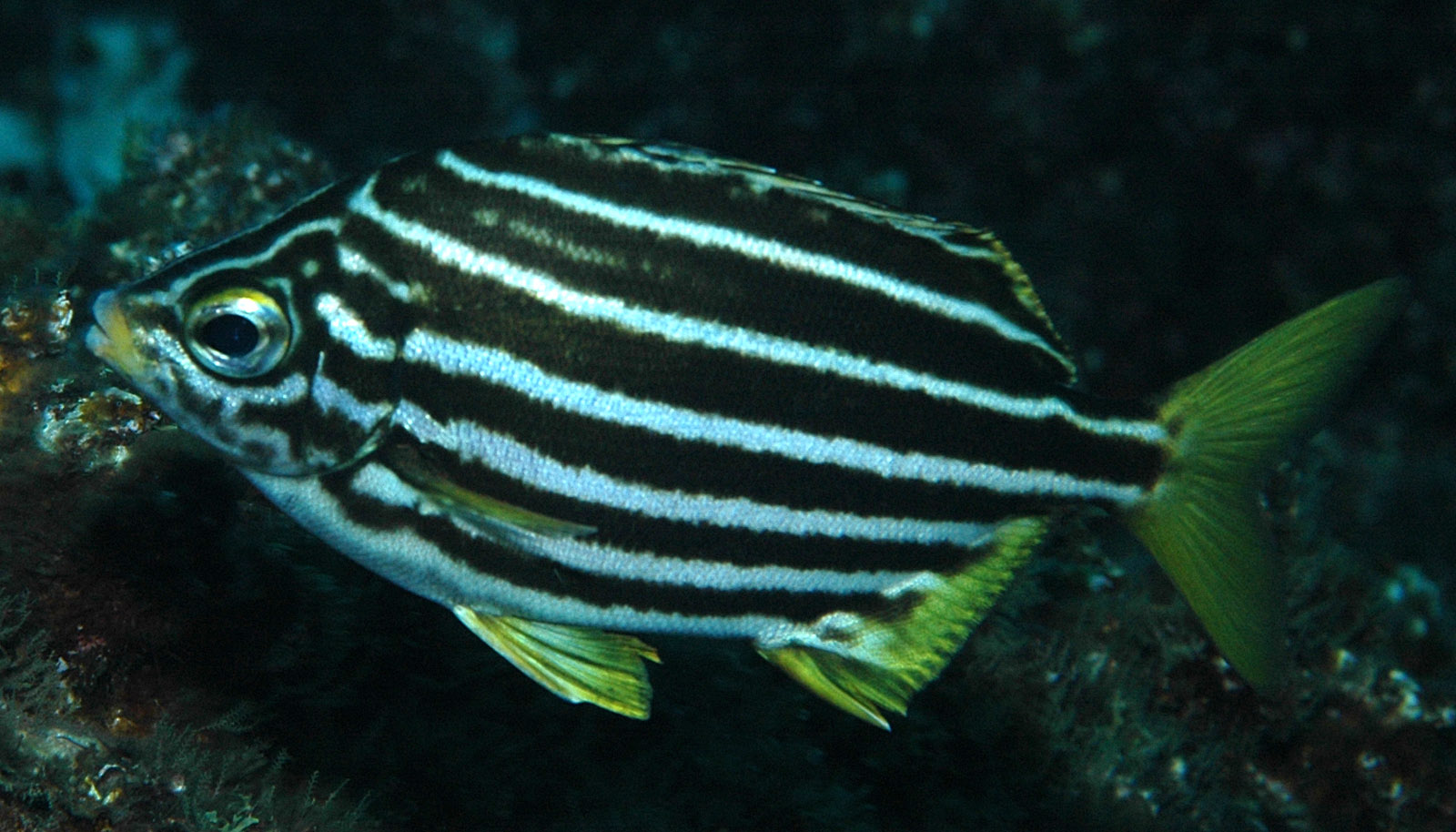
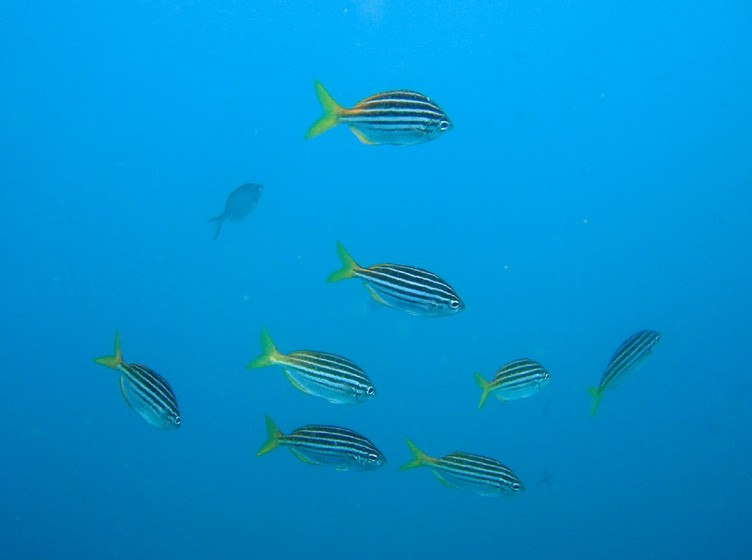
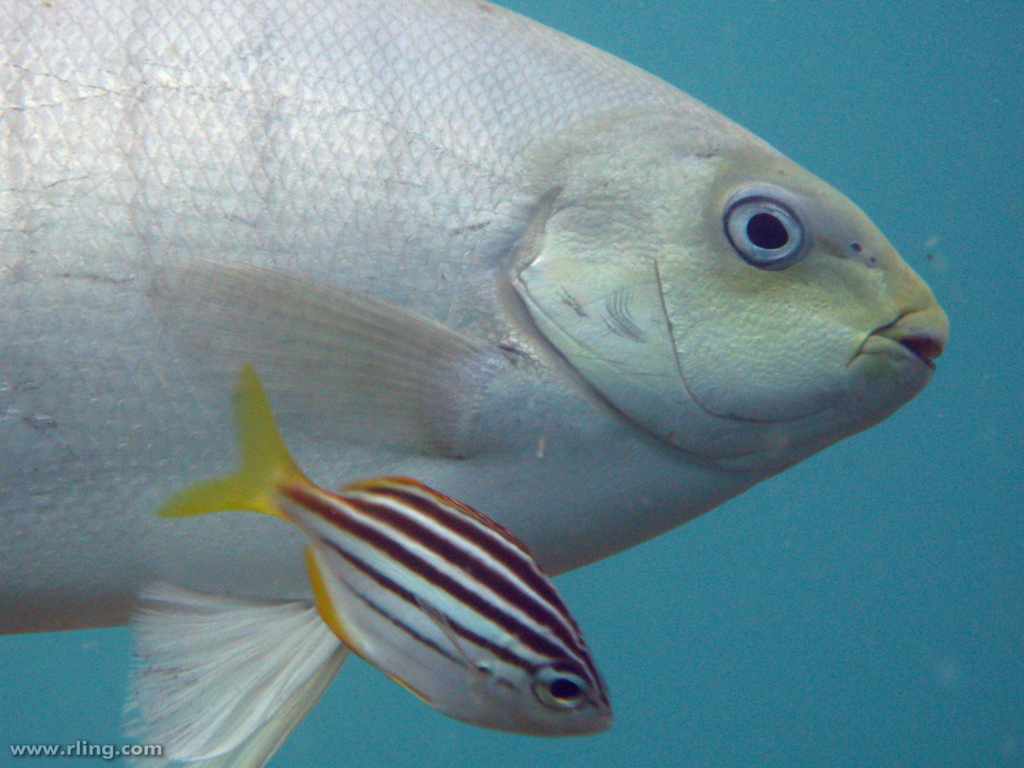